# De Smet Range
De Smet Range är ett berg i Kanada.   Det ligger i provinsen Alberta, i den centrala delen av landet, 3 200 km väster om huvudstaden Ottawa. Toppen på De Smet Range är 2 539 meter över havet.
Terrängen runt De Smet Range är varierad. Trakten runt De Smet Range är nära nog obefolkad, med mindre än två invånare per kvadratkilometer.. 
I omgivningarna runt De Smet Range växer i huvudsak barrskog.